# الراعي (مسلسل كوري جنوبي)
الراعي (بالكورية: 스폰서)؛ هو مسلسل تلفزيوني كوري جنوبي لعام 2022، بطولة لي جي هون وهان تشاي يونغ وجي أي سو وكو جا سونغ. وصفت بأنها بنتهاوس آخرى، انها دراما رومانسية وإثارة بين أربعة رجال ونساء يجرون مثل قاطرة هاربة نحو رغبات مختلفة، بما في ذلك النجاح والانتقام والأطفال والحب، كان من المقرر أن يعرض على قناة iHQ في 29 نوفمبر 2021، ولكن تم تأجيله إلى فبراير 2022، لبثه بالمتزامن مع قناة ام بي ان. كما انه متاح على منصة فيكي.

## ملخص
تدور الدراما حول العلاقات الخطيرة بين رجلين وامرأتين لن يتوقفوا عند أي شيء للحصول على ما يريدون.

## طاقم

### دور رئيسي
- لي جي هون في دور لي سون وو.[13][14]

يعمل كمصور ومحرر لمجلة شهيرة. لديه ابتسامة دافئة وتصرفات لطيفة، لكنه عانى من ماضٍ مؤلم. نتيجة لهذا، فهو يريد بشدة أن ينتقم.
- هان تشاي يونغ في دور هان تشاي رين.[15][16]

هي الرئيسة التنفيذية لشركة مستحضرات التجميل. لديها كل شيء، بما في ذلك الثروة والجمال. إنها امرأة طموحة. 
- جو أي سوو في دور بارك دا سوم.[17][18]

نجمة صاعدة. إنها طموحة ومستعدة لفعل أي شيء لتحقيق النجاح. لديها ابن يعاني من مرض نادر وتحاول حمايته. هي متزوجة من هيون سونغ هون.
- كوو جا سونغ في دور هيون سيونغ هون.[19][20]

يريد أن يكون عارضا، لكنه محبط من واقعه القاسي.  

### دور داعم
- كيم جونغ تاي.[21]
- كيم يون سيو في دور هيون سونغ-جي.[22]

الأخت الكبرى هيون سيونغ هون.  
- كيم هي جونغ بدور بارك دا هيي، الشقيقة الصغرى لـ بارك دا-سوم، موظفة في فريق تطوير منتجات التجميل.[23]

- هان سيول.[24]
- جانغ مين كيو في دور هان يو مين، الأخ الأصغر لهان تشاي رين.[25]
- بارك جيون هيونغ.[21]

## المشاهدات
| الحلقات | تاريخ البث الأصلي | متوسط حصة الجمهور تقييمات (Nielsen Korea) |
| الحلقات | تاريخ البث الأصلي | على الصعيد الوطني                         |
| ------- | ----------------- | ----------------------------------------- |
| 1       | 23 فبراير 2021    | 1.2%                                      |
| 2       | 24 فبراير 2021    | 1.4%                                      |
| 3       | 2 مارس 2022       | 1.1%                                      |
| 4       | 3 مارس 2022       | 1.2%                                      |
| 5       | 10 فبراير 2022    | 1.2%                                      |
| 6       | 16 فبراير 2022    | 0.9%                                      |
| 7       | 17 فبراير 2022    | 0.9%                                      |
| 8       | 23 مارس 2022      | 0.5%                                      |
| 9       | 24 مارس 2022      | 1.2%                                      |
| 10      | 30 مارس 2022      | 0.5%                                      |
| 11      | 31 مارس 2022      | 0.9%                                      |
| 12      | 6 أبريل 2022      | 0.931%                                    |

## الإنتاج

### الإصدار
في الاصل كان من المقرر ان يعرض في 29 نوفمبر 2021، ولكن تم تأجيله إلى شهر فبراير من عام 2022 ، حيث اشترت قناة إم بي إن حقوق بث المسلسل، وتم تأجيله ليعرض في فبراير نظرًا لجدول القناة. في 11 يناير 2022 ، أعلنت قناة MBN  «سيتم بث الدراما الجديدة الأربعاء الخميس لأول مرة في 23 فبراير ، وسيتم بثها بالتزامن مع الشبكة الرئيسية IHQ.»
في الأصل، كان عنوان المسلسل هو الرغبة، ولكن غيير العنوان إلى «الراعي» كما تم تغيير المخرج من كوان كي وون إلى لي تشي وول، وتغيير الكاتب أيضًا إلى هان هوي جيونغ، لاسباب لم يكشف عنها.
يصنف المسلسل بأنه أول مشروع للقناة الجديدة IHQ. 

## روابط خارجية
- الموقع الرسمي
 (باللغة الكورية)
- الراعي على موقع IMDb (الإنجليزية)
- الراعي على موقع كينوبويسك (الروسية)
- الراعي على موقع قاعدة بيانات الفيلم (الإنجليزية)
- الراعي على هانسينما